# Aneta Faitová
Aneta Faitová (* 21. listopadu 1987, Písek) je česká herečka, modelka a finalistka České Miss 2008.

## Životopis
Aneta Faitová pochází z Písku, kde také navštěvovala základní školu. V roce 2003–2007 studovala na Obchodní akademii a Jazykové škole s právem státní jazykové zkoušky Písek studijní obor Obchodní akademie. Po ukončení školy se začala věnovat profesionalně modelingu.[zdroj?]
V roce 2008 se zúčastnila soutěže Česká Miss, kde soutěžila s číslem 7 a umístila se v TOP 6.
6. července 2013 se měla vdávat za Viliama Ďuriše, majitele JVS Group.

## Filmografie
- Nickyho rodina (2011) – švédská špionka